# Lisa Ekdahl
Lisa Ekdahl (Stockholm, 29 juli 1971) is een Zweedse popzangeres en songwriter. Ekdahl zingt pop en jazz. Met haar combinatie van Zweedse vispop en latin jazz heeft ze een eigen stijl in de Zweedse popmuziek ontwikkeld. Ze zingt vooral in het Zweeds, maar heeft ook diverse Engelstalige nummers en albums uitgebracht. 

## Biografie
Lisa Ekdahl groeide op in Mariefred met haar ouders en twee zussen. Ze volgde een muziekopleiding op de middelbare school in Södertälje. Toen ze achttien was verhuisde ze naar Stockholm, waar ze in 1990 ging zingen met het jazztrio van Peter Nordahl en vervolgens meewerkte aan een album met Toni Holgersson. Daarna kreeg ze een platencontract bij Emi. 
Haar debuutalbum Lisa Ekdahl (1994) met daarop de hit Vem vet werd een groot verkoopsucces. Ze kreeg hiervoor drie Grammis (het Zweedse equivalent van de Grammy) en een Rockbjörn (muziekprijs die wordt uitgegeven door de Zweedse krant Aftonbladet.
Ze is bevriend met Lars Winnerbäck, die haar ook heeft geholpen met de productie van de twee albums Olyckssyster en Pärlor av glas. Ze heeft ook samen met Winnerbäck gezongen in enkele van zijn liedjes, waaronder een optreden met hem in twee liedjes op zijn concert-DVD Live in Linköping.
Nadat Ekdahl een tijdje in New York had gewoond, besloot ze om een album in het Engels op te nemen, het eerste in negen jaar. Terug in Zweden sloot ze zich daarom op in haar thuisstudio in Stockholm en nam het uit negen zelfgeschreven nummers bestaande album  Give me that slow knowing smile op. Dit album kwam in Zweden uit op 8 april 2009, en werd later onder contract met Sony uitgegeven in veertien landen. 
In 2009 ging ze ook op tournee door Europa. Op 15 juni gaf ze een concert in Paradiso Amsterdam. Haar tournee werd afgesloten met een concert in Stockholm op 16 december 2009.

## Privéleven
Lisa Ekdahl heeft een zoon, geboren in 1994 en een dochter (2012).

## Discografie

### Albums
- 1994, Lisa Ekdahl
- 1996, Med kroppen mot jorden (Met het lichaam tegen de aarde)
- 1997, Bortom det blå (Voorbij het blauw)
- 2000, Sings Salvadore Poe
- 2002, Heaven Earth & Beyond
- 2003, En samling sånger (Een verzameling liedjes)
- 2004, Olyckssyster (Ongelukszus)
- 2006, Pärlor av glas (Parels van glas)
- 2009, Give me that slow knowing smile
- 2011, Lisa Ekdahl At The Olympia, Paris
- 2014, Look To Your Own Heart
- 2016, Sa Mycket Bättre - Tolkningarna  (Zo veel beter - Covers)
- 2017, När Alla Vägar Leder Hem
- 2018, More Of The Good

### Albums met samenwerking
- 1995, When Did You Leave Heaven (met het Peter Nordahl Trio)
- 1998, Back to Earth (met het Peter Nordahl trio)
- 2001, Kiss & Hug: From a happy boy (duet met Deense zanger Lars H.U.G. in het lied Backwards)
- 2006, Det bästa med Lisa Ekdahl & Peter Nordahl Trio (Het beste van Lisa Ekdahl & Peter Nordahl Trio)

- Bibliothèque nationale de France: cb14006961v (data)
- Gemeinsame Normdatei: 135058325
- International Standard Name Identifier: 0000 0000 7839 8101
- MusicBrainz: 560c4706-0868-4c89-be8b-b26fb7754aba
- LIBRIS: 321412
- Système universitaire de documentation: 08788870X
- Virtual International Authority File: 86430634
- WorldCat: E39PBJdgVFWf3bgXC9xFFkyrv3